# Aimé Jeanjean
Pour les articles homonymes, voir Jeanjean.
Aimé Fulcrand Jeanjean, né le 2 septembre 1900 à Campagne (Hérault) et mort le 26 septembre 1972 à Valence (Drôme), est un haut fonctionnaire français, préfet de l'Ardèche de 1948 à 1957 puis de Vaucluse de 1957 à 1959. Il détient à ce jour la plus longue longévité comme préfet de l'Ardèche.

## Biographie

### Origines et formation
Originaire de Campagne, Aimé Fulcrand Jeanjean est le fils de Antoine Joseph Philippe Jeanjean, instituteur, et de sa femme Maria Noémie Virginie Servin. Il épouse le 7 juillet 1923 Paule Couppé et de cette union naissent deux enfants dont Mireille, qui elle-même épouse en 1948 un préfet, Pierre Rouvière.
Après de brillantes études, Aimé Jeanjean rejoint l'administration et il est muté dans plusieurs préfectures avant de devenir administrateur à la Chambre des députés. Il est chevalier de la Légion d'honneur en 1945, puis officier en 1954.

### Carrière
Sous la IIIe République, Jeanjean devient administrateur à la Chambre des députés, attaché à la questure. Mobilisé au début de la Seconde Guerre mondiale, il entre ensuite dans la Résistance sous l'influence de Maxime Blocq-Mascart. Il fait partie du réseau Centurie de juillet 1942 à septembre 1944, et intègre la commission de l'intérieur au Conseil national de la Résistance. En 1945, Aimé Jeanjean préside la sous-commission chargée de l'épuration des administrations centrales et du corps préfectoral.
En 1948, Aimé Jeanjean est nommé préfet de l'Ardèche en remplacement de Robert Pissère muté dans le Cantal et jugé trop proche du Parti communiste français (PCF). Sa première mission est l'organisation de la venue de Vincent Auriol dans le département l'année suivante avec la remise de la Croix de guerre 1939-1945 aux communes martyres de Labastide-de-Virac et Vallon-Pont-d'Arc, durant ses fonctions, il parcourt l'Ardèche et travailla avec les principaux élus Paul Ribeyre ou encore Roger Roucaute. En 1957, après neuf années aux responsabilités, il doit céder la place à Frantz Gaigneraux (ancien sous-préfet de Meaux) et Aimé Jeanjean retourne à Paris ou il se retrouve muté préfet de Vaucluse à Avignon jusqu'en 1959 puis il sera mis en disponibilité.
Dans les années 1960, Jeanjean décide de se lancer en politique et de revenir dans l'Ardèche pour être candidat dans la 1re circonscription de l'Ardèche en 1962 comme candidat de l'UNR. Au premier tour, il crée la surprise d'arriver en seconde position avec 23,58 % et il devance même le député sortant André Chareyre mais le maintien du candidat gaulliste est fatal à Chareyre qui est battu par le communiste Henri Chaze qui obtient 37,20 % contre 35,79 pour André Charayre et 27,01 % pour Aimé Jeanjean.
Les années suivantes, il continue de s'investir au sein de la fédération UNR mais en 1966, il se voit refuser l'investiture au profit de Pierre Cornet pour les législatives de mars 1967, Jeanjean prend la décision de déposer sa candidature comme gaulliste indépendant et durant sa campagne, il est plus critique à l'égard de Cornet que du député Chaze. Le 5 mars, il réalise le score de 8,78 % et, pour le second tour, il appelle à voter pour Pierre Cornet qui sera élu avec 52,11 % des voix contre Henri Chaze qui totalise 47,89.
À la suite de cet échec, Aimé Jeanjean quitte la scène politique et décède le 26 septembre 1972 à Valence à l'âge de 72 ans.